# Ioduro di manganese(II)
Lo ioduro di manganese(II), o ioduro manganoso, è il sale di manganese(II) dell'acido iodidrico con la formula chimica MnI2.
Può essere usato come pigmento rosa o come fonte di ioni di manganese e iodio. È spesso usato nell'industria dell'illuminazione.